# Diocese de Chikmagalur
A Diocese Chikmagalur (Latim:Dioecesis Chikmagalurensis) é uma diocese localizada no município de Chikmagalur, no estado de Carnataca, pertencente a Arquidiocese de Bangalore na Índia. Foi fundada em 16 de novembro de 1963 pelo Papa Paulo VI. Com uma população católica de 39.675 habitantes, sendo 1,4% da população total, possui 42 paróquias com dados de 2018.

## História
Em 16 de novembro de 1963 o Papa Paulo VI cria a Diocese de Chikmagalur através da Diocese de Mysore. Em 1988 a Diocese de Chikmagalur e a Arquidiocese de Bangalore perdem território para a formação da Diocese de Shimoga.

## Lista de bispos
A seguir uma lista de bispos desde a criação da diocese em 1963.
|                       | Nome                     | Período               | Notas                          |
| Bispos de Chikmagalur | Bispos de Chikmagalur    | Bispos de Chikmagalur | Bispos de Chikmagalur          |
| --------------------- | ------------------------ | --------------------- | ------------------------------ |
| 3º                    | Anthony Swamy Thomasappa | 2007 - atual          |                                |
| 2º                    | John Baptist Sequeira    | 1987 - 2006           | Bispo emérito dessa diocese    |
| 1º                    | Alphonsus Mathias        | 1963 - 1986           | Nomeado arcebispo de Bangalore |